# Olsberg (Argowia)
Olsberg (gsw. Olschprg) – gmina (niem. Einwohnergemeinde) w Szwajcarii, w kantonie Argowia, w okręgu Rheinfelden. Liczy 356 mieszkańców (31 grudnia 2020). Leży w regionie Fricktal.

## Współpraca
- Olsberg[2], Niemcy